# Amandine Hesse
Amandine Hesse (nació el 16 de enero de 1993 en Montauban) es una jugadora de tenis francesa.
Hesse ha ganado 4 títulos individuales y dos de dobles en el circuito ITF. En mayo de 2016, alcanzó su mejor ranking de individuales en la WTA, que fue el 154 y, también en mayo de 2016, lo logró en el dobles, siendo la jugadora n.º 108 a nivel mundial.

## Títulos ITF

### Individual (4)
| Torneos de $100,000 |
| Torneos de $80,000  |
| Torneos de $60,000  |
| Torneos de $25,000  |
| Torneos de $15,000  |
| Torneos de $10,000  |

| N.º | Fecha                  | Torneo                        | Superficie        | Oponentes           | Resultado         |
| --- | ---------------------- | ----------------------------- | ----------------- | ------------------- | ----------------- |
| 1.  | 16 de enero de 2012    | Le Gosier, Guadalupe, Francia | Dura              | Pauline Payet       | 7-5, 6-1          |
| 2.  | 4 de noviembre de 2013 | Équeurdreville, Francia       | Dura (i)          | Timea Bacsinszky    | 7-6(5) , 3-6, 6-4 |
| 3.  | 9 de diciembre de 2013 | Madrid, España                | Dura              | Eva Birnerová       | 4-6, 6-0, 6-2     |
| 4.  | 24 de junio de 2018    | Madrid, España                | tierra batida (i) | Martina di Giuseppe | 7-6(3) 4-6 7-5    |

#### Dobles (3)
| Torneos de $100,000 |
| Torneos de $75,000  |
| Torneos de $50,000  |
| Torneos de $25,000  |
| Torneos de $15,000  |
| Torneos de $10,000  |

| N.º | Fecha                 | Torneos                 | Superficie | Pareja            | Oponentes                           | Resultado        |
| --- | --------------------- | ----------------------- | ---------- | ----------------- | ----------------------------------- | ---------------- |
| 1.  | 15 de julio de 2013   | Contrexéville, Francia  | Arcilla    | Vanesa Furlanetto | Ana Konjuh Silvia Njirić            | 7-6 (3), 6-4     |
| 2.  | 26 de agosto de 2013  | Róterdam, Países Bajos  | Arcilla    | Demi Schuurs      | Elke Lemmens Sviatlana Pirazhenka   | 3-6, 7-5, [10-4] |
| 3.  | 13 de octubre de 2013 | Joué-lès-Tours, Francia | Dura (i)   | Stéphanie Foretz  | Alberta Brianti Maria Elena Camerin | Walkover         |

#### Finalista (11)
| N.º | Fecha                   | Torneos                   | Superficie  | Pareja            | Oponentes                           | Resultado              |
| --- | ----------------------- | ------------------------- | ----------- | ----------------- | ----------------------------------- | ---------------------- |
| 1.  | 9 de noviembre de 2009  | Le Havre, Francia         | Arcilla (i) | Alizé Lim         | Mihaela Buzărnescu Marina Mélnikova | 2-6, 6-7(4)            |
| 2.  | 14 de junio de 2010     | Montpellier, Francia      | Arcilla     | Liudmila Kichenok | Lu Jingjing Laura Siegemund         | 4-6, 2-6               |
| 3.  | 26 de julio de 2010     | Tampere, Finlandia        | Arcilla     | Monika Tůmová     | Irina Kuzmina Diāna Marcinkēviča    | 4-6, 2-6               |
| 4.  | 9 de enero de 2012      | Saint Martin, Francia     | Dura        | Marion Gaud       | Sherazad Benamar Brandy Mina        | 4-6, 4-6               |
| 5.  | 10 de diciembre de 2012 | Yibuti , Yibuti           | Dura        | Chloé Paquet      | Diana Bogoliy Yana Sizikova         | 3-6, 6-3, [8-10]       |
| 6.  | 17 de diciembre de 2012 | Yibuti , Yibuti           | Dura        | Chloé Paquet      | Diana Bogoliy Yana Sizikova         | 7-5, 4-6, [4-10]       |
| 7.  | 22 de julio de 2013     | Les Contamines, Francia   | Dura        | Vanesa Furlanetto | Nicole Clerico Nikola Fraňková      | 6-3, 6-7(5), [8-10]    |
| 8.  | 19 de agosto de 2013    | Wanfercée-Baulet, Bélgica | Arcilla     | Deniz Khazaniuk   | Tatiana Búa Daniela Seguel          | 4-6, 2-6               |
| 9.  | 27 de octubre de 2014   | Nantes, Francia           | Dura (i)    | Stéphanie Foretz  | Liudmila Kichenok Nadia Kichenok    | 2–6, 3–6               |
| 10. | 20 de abril de 2015     | Cairo, Egipto             | Arcilla     | Marine Partaud    | Barbara Haas Sandra Samir           | 6–0, 4–6, [7–10]       |
| 11. | 26 de octubre de 2015   | Poitiers, Francia         | Dura (i)    | Stéphanie Foretz  | Andreea Mitu Monica Niculescu       | 7–6(5), 6–7(2), [8–10] |